# Deutsche Fehnroute

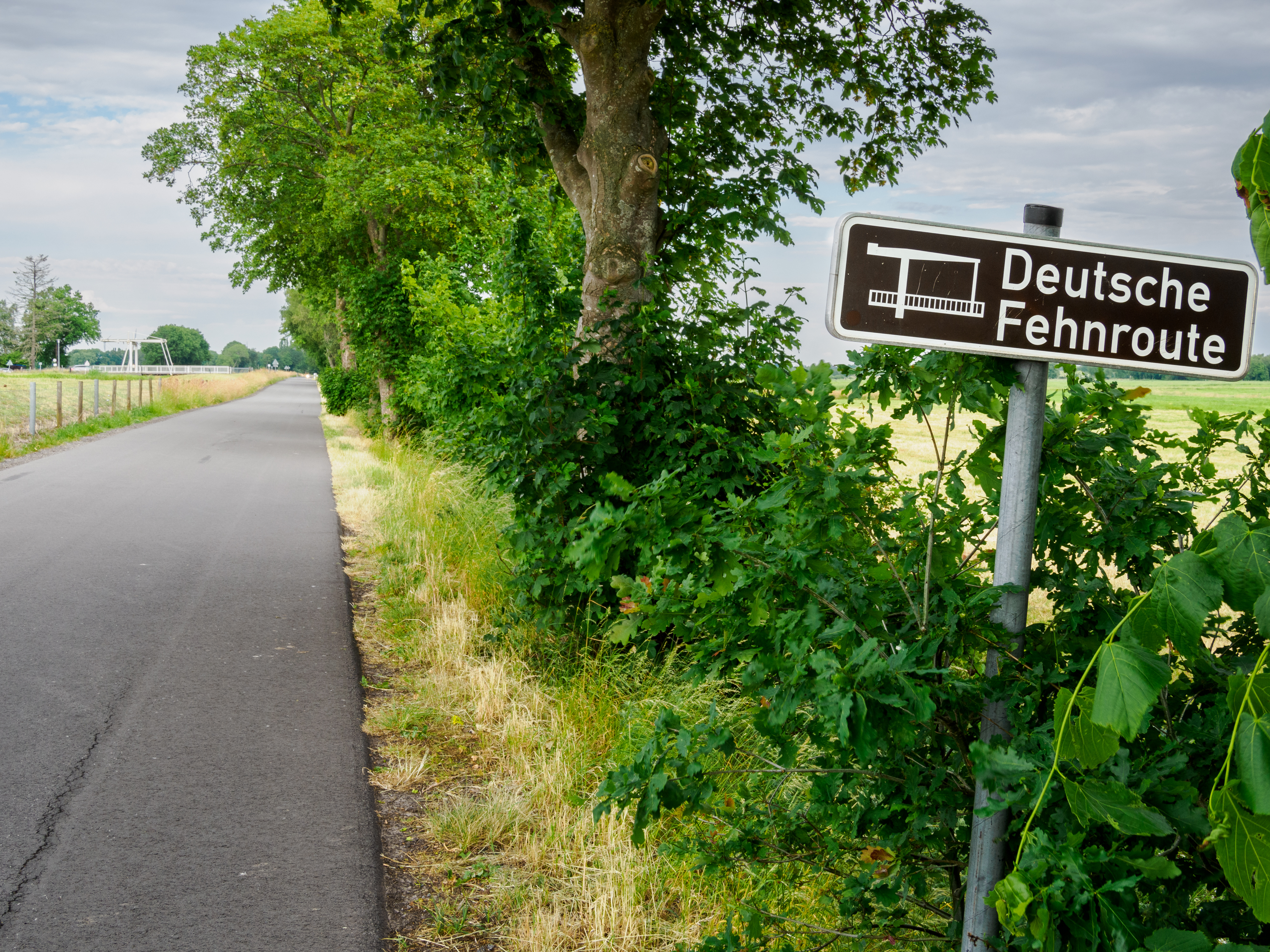

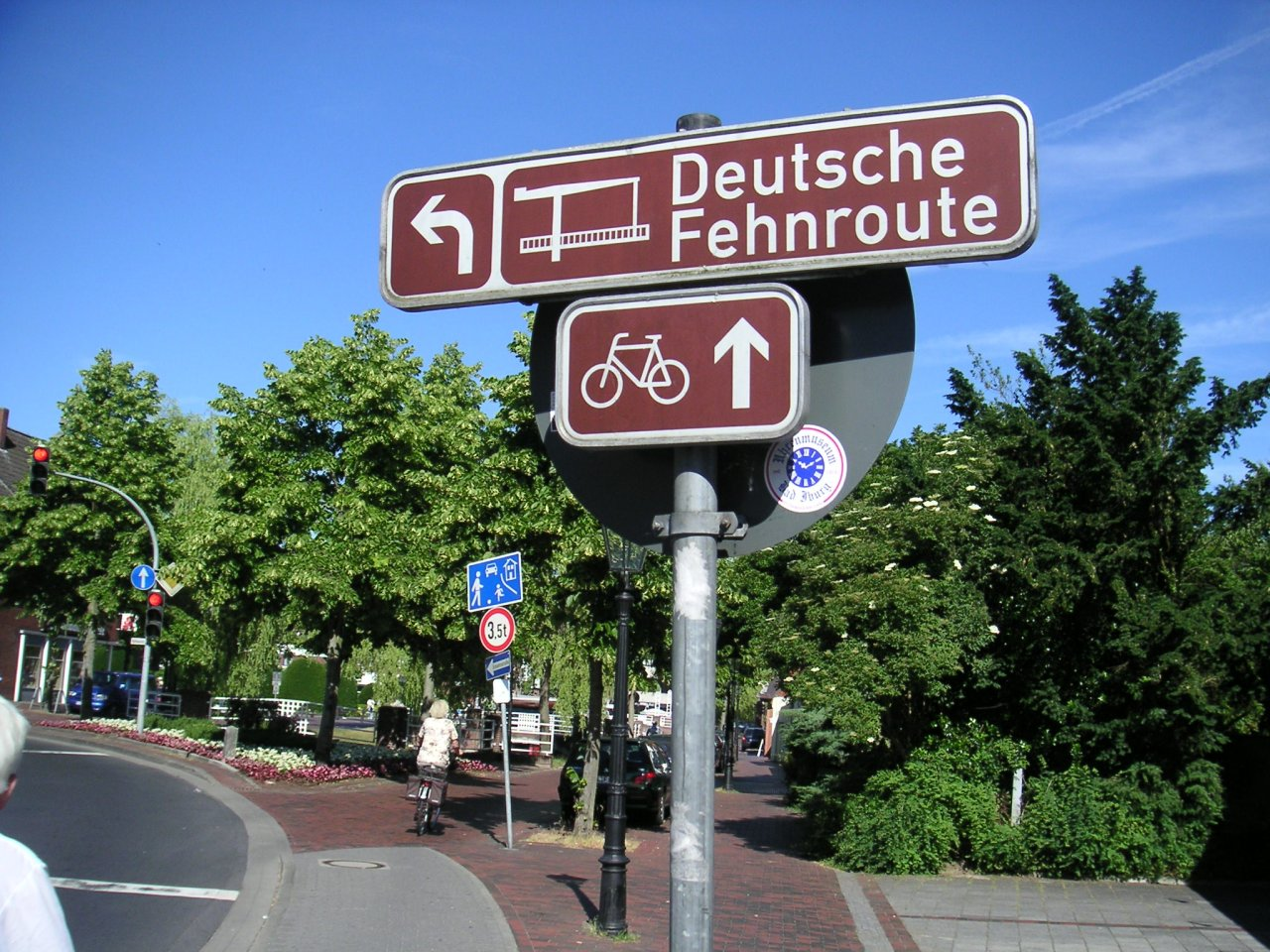

De Deutsche Fehnroute is een toeristische autoroute en fietsroute in Nedersaksen, Duitsland. De 173 kilometer lange bewegwijzerde route werd gecreëerd in 1992 en loopt langs veendorpen met veenkanalen en bijbehorende sluizen. De route loopt onder andere langs  Westrhauderfehn, Ostrhauderfehn, Mittegroßefehn, Westgroßefehn, Papenburg, Esklum, Stickhausen.